# Катерина Каспер
Катерина Каспер (нар. 1986) — українська оперна співачка, сопрано. Солістка Франкфуртської опери. Виступала у великих оперних театрах.

## Кар'єра
Каспер навчалася в Донецькій державній музичній академії імені Прокоф'єва під керівництвом Колесник Раїса Самсонівна. Після іспиту на бакалавра вона продовжила навчання за стипендією Німецької служби академічних обмінів в Нюрнберзькому музичному університеті. Навчалася в Едіт Вінс. Коли Він переїхала до Нью-Йорка, Каспер закінчила навчання у Франкфуртському університеті музики та виконавських мистецтв у Гедвіги Фассбендер. У 2014 році отримала ступінь магістра. У 2012 році дебютувала у Франкфуртській опері в ролі Вальдвогель в опері Вагнера «Зигфрід». У 2013 році вона виступила в ролі Аніми в опері Кавалієрі « Уявлення про душу і тіло».
У сезоні 2014/15 виконувала такі ролі, як Тігране в постановці Генделя Radamisto, Сусанни у "Весіллі Фігаро Моцарта, Церліни в опері «Дон Жуан», Наннетти в опері Фальстаф Верді, Гретель «Гензель і Гретель», і Софі в «Кавалер троянди» Ріхарда Штрауса.
Їй було присуджено першу премію на Міжнародному пісенному конкурсі імені Мір'яма Геліна в Гельсінкі в 2014 році.
У 2018 році вона записала партію сопрано у «Страстях по Іоанну» Баха з Джуліаном Прегардьєном з голосом євангеліста і Томашем Кралем як vox Christi, під диригуванням Рафаеля Пішона, який диригував ансамблем «Пігмаліон».